# Waldemar Jan Czternasty
Waldemar Jan Czternasty – polski ekonomista, prof. dr hab. nauk ekonomicznych o specjalności
makroekonomia, ekonomia przedsiębiorstw, gospodarka żywnościowa, polityka agrarna. Profesor zwyczajny Katedry Makroekonomii i Gospodarki Żywnościowej Wydziału Ekonomii Uniwersytetu Ekonomicznego w Poznaniu.

## Życiorys
W 1994 habilitował się na podstawie oceny dorobku naukowego i pracy zatytułowanej Małe przedsiębiorstwa w Polsce na tle przeobrażeń systemowych (1944–1991), a w 2014 nadano mu tytuł naukowy profesora w zakresie nauk ekonomicznych. Został zatrudniony na stanowisku profesora nadzwyczajnego w Katedrze Makroekonomii i Badań nad Gospodarką Narodową na Wydziale Ekonomii Akademii Ekonomicznej w Poznaniu oraz w Wyższej Szkole Handlu i Rachunkowości.
Pełni funkcję profesora zwyczajnego Katedry Makroekonomii i Gospodarki Żywnościowej na Wydziale Ekonomii Uniwersytetu Ekonomicznego w Poznaniu.

## Publikacje
- Rolnictwo polskie wobec integracji z Unią Europejską. Polska i jej regiony w procesie integracji europejskiej[1]
- 2007: Innowacyjność jako warunek konkurencyjności polskich małych i średnich przedsiębiorstw na rynkach europejskich, Konkurencyjność i innowacyjność współczesnych organizacji[1]
- 2010: Rozwój małych średnich przedsiębiorstw w Polsce a źródła ich finansowania. Współczesne dylematy., Nowe trendy w metodologii nauk ekonomicznych i możliwości ich zastosowania w procesie kształcenia studentów[1]
- 2010: Oddziaływanie funduszy Unii Europejskiej na rozwój mśp w środowisku wiejskim oraz miastach wielkopolski, Agroekonomia w warunkach rynkowych – problemy i wyzwania[1]
- 2017: Współczesne wyzwania nowej ekonomii społecznej[1]